# قرازاوات
القرازاوات (الاسم العلمي: Cracinae) هي أسرة من الطيور تتبع فصيلة القرازية من رتبة الدجاجيات.

## أجناس
- القراز
- القراز المزيف
- قراز ميتو
- قراز بوكسي